# Toateri
Els toateris (Thoatherium) són un gènere extint de mamífers litopterns de la família dels proterotèrids que visqueren a Sud-amèrica durant el Miocè, fa entre 13,8 i 17,5 milions d'anys. Se n'han trobat restes fòssils a l'Argentina, Bolívia i Xile. La seva morfologia dental indica que eren animals brostejadors. El seu hàbitat natural eren els boscos. En un exemple de convergència evolutiva, el seu aspecte recordava els èquids, tot i que eren molt més petits, amb una llargada de 70 cm que els situava entre els litopterns més menuts. Eren solípedes, és a dir, tenien un sol dit a cada pota.